# Задемидко, Александр Николаевич
Александр Николаевич Задеми́дко (1908—2001) — советский государственный и партийный деятель, Министр угольной промышленности СССР (1955—1957).

## Биография
Родился 9 (22 апреля) 1908 года на Селезнёвском руднике (ныне Луганская область, Украина) семье рабочего.
Окончил в 1935 году ДГИ по специальности горный инженер.
В 1921—1927 годах — рассыльный, котлочист, уборщик породы, крепильщик шахты № 1 городе Парижская Коммуна (Луганская область).
В 1935—1937 годах — начальник участка, помощник главного инженера шахты № 3 (Прокопьевск, Кемеровская область).
С 1937 года — помощник главного инженера треста «Кузбассуголь».
В 1938 году — управляющий угольным трестом в Прокопьевске. С 1938 года — главный инженер шахты «Северная» треста «Кемеровуголь».
С 1939 года — на руководящей хозяйственной работе в Наркомате топливной промышленности СССР:
- главный инженер Главного управления угольной промышленности Востока;
- главный инженер Главного управления угольной промышленности Донбасса.

В 1940—1942 и 1943—1945 годах — начальник комбината «Кузбассуголь».
В 1942—1943 годах — управляющий трестом «Осинникиуголь» Кемеровская область.
В 1945 году — уполномоченный народного комиссариата угольной промышленности при штабе тыла 1-го Украинского фронта.
В 1945—1946 годах — начальник угольного комбината в УССР.
С января 1946 года — народный комиссар (с марта — министр) строительства топливных предприятий СССР.
С 1948 года — заместитель министра угольной промышленности СССР.
С июля 1954 года Председатель Госгортехнадзора СССР.
С января 1955 года — заместитель, а с марта 1955 года — Министр угольной промышленности СССР.
В 1957—1960 годах — председатель Совета народного хозяйства Кемеровского экономического административного района.
С августа 1960 года — начальник отдела по вопросам деятельности советской части постоянных комиссий Совета экономической взаимопомощи (СЭВ) Госплана СССР.
С сентября 1962 по февраль 1967 года — заведующий отделом аппарата постоянного представительства СССР в СЭВ.
С февраля 1967 года — заместитель постоянного представителя СССР в СЭВ.
Член ВКП(б) с 1930 года.
Член ЦК КПСС в 1956—1961 годах.
Депутат Совета Союза ВС СССР 2-го (1946—1950, от Сталинской области) 5-го (1958—1962, от Кемеровской области) созывов.
С октября 1987 года — персональный пенсионер союзного значения.
Скончался 17 октября 2001 года. Похоронен в Москве на Троекуровском кладбище (уч. 4).

## Награды и звания
- три ордена Ленина;
- орден Октябрьской революции;
- четыре ордена Трудового Красного Знамени;
- орден Дружбы народов.
- знак «Шахтёрская слава» 2 и 3 степени